# Richmond Bridge
Pour les articles homonymes, voir Richmond.
Le pont de Richmond ou Richmond Bridge est un pont à arches figurant au patrimoine national australien. Il est situé sur la B31 (l'ancienne "Convict Trail") à Richmond, à 25 kilomètres au nord de Hobart en Tasmanie, en Australie. C'est le plus ancien pont encore en service en Australie.

## Histoire
La première pierre du pont de Richmond a été posée le 11 décembre 1823 et la construction a été entièrement réalisée par des bagnards. Il a été achevé en 1825. Le pont a été initialement nommé pont Bigge d'après le nom du commissaire royal, John Thomas Bigge qui avait reconnu la nécessité d'un pont en ce lieu en 1820.
En 2005, le pont a été reconnu comme un excellent monument historique et ajouté à la liste du patrimoine national australien.

## Construction
Le pont de Richmond est construit en grès extrait de Butchers Hill, transporté sur le chantier à l'aide de chariots à bras tirés par les bagnards. Il se compose de quatre grandes arches et deux petites de portées respectives 4,3, 8,1, 8,3, 8,5, 8,3 et 4,1 mètres.

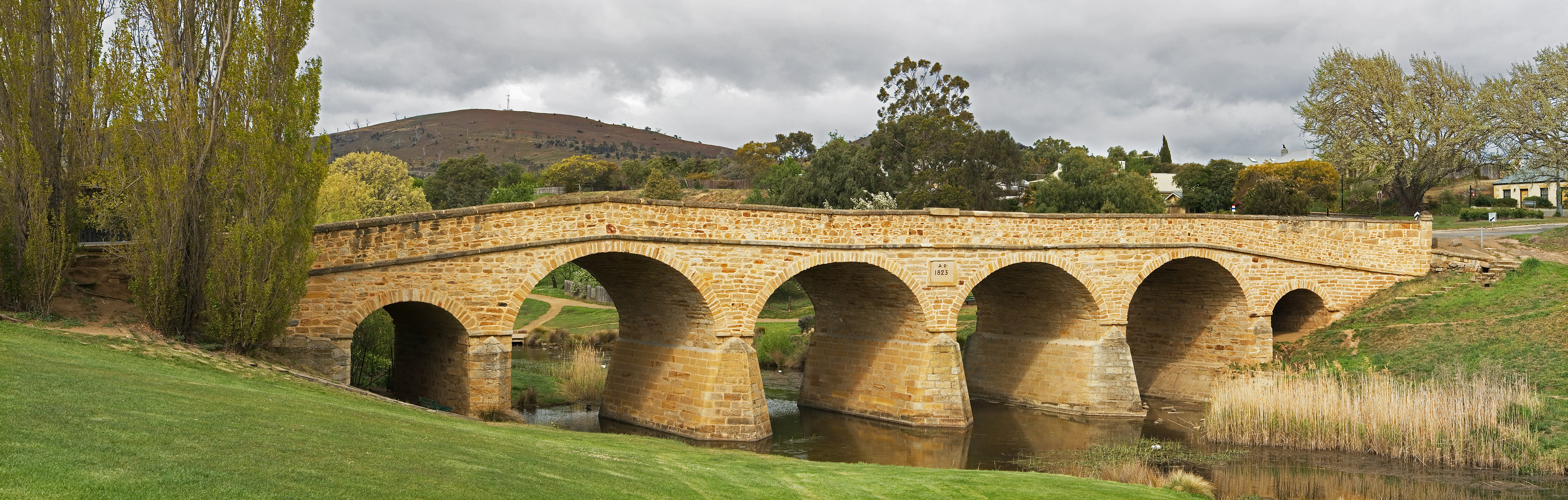
Le pont de Richmond